# フェロビアル
フェロビアル（西: Ferrovial S.E.）は、スペイン・マドリードに本拠を置く総合建設会社である。

## 概要
ヨーロッパや南北アメリカを中心に、グループ会社を通じて、高速道路などのインフラ建設から、空港などの公共施設運営・管理まで事業を展開する。スペイン株式市場において最も重要な取引指標であるIBEX 35の銘柄の1社である。マドリード証券取引所上場企業（BMAD: FER）。

## 沿革
1952年12月、ラファエル・デル・ピノにより、鉄道建設会社として設立された（フェロビアルは英語でRailwayの意）。当初はレンフェの路線の路盤建設を行っていたが、1960年代に入ると道路や港湾、大都市でのビル建設に進出、1970年代のオイルショック以降は、リビア、メキシコ、ブラジル、パラグアイなどスペイン国外に事業を拡大した。
会社は息子でマサチューセッツ工科大学運営委員のRafael del Pino Calvo-Soteloが受け継ぎ、カナダ・トロント都市圏の高速道路である407 ETRの整備・運営権を取得し1997年に開業、加えて1995年、高速道路の料金所などを管理するアグロマン（Agroman）の株式の大半を取得、続いて同社を1998年に再編、Cintra（Concesiones de Infraestructuras de Transporte, S.A.）を設立し、フェロビアルのグループ会社とした。1999年にマドリード証券取引所に上場した。2003年4月、イギリスのインフラ管理会社Amey plcを買収し傘下企業とした。
- 1927年　建設事業の前身の1つであるアグロマン（Agroman）が設立
- 1952年　フェロビアルが設立。レンフェ（スペイン国鉄）向けの鉄道建設工事を開始
- 1967年　ア・コルーニャ市庁舎に対して環境分野でのサービスを開始し、サービス事業に参入
- 1968年　ビルバオ-ベオビア（Behovia）有料道路のコンセッションで高速道路事業に参入
- 1995年　サービス事業を運営する子会社フェロビアル・セルビシオス（Ferrovial Servicios）を設立
- 1995年　建設会社のアグロマンを買収
- 1998年　高速道路事業を運営する子会社シントラ（Cintra）を設立
- 1998年　空港事業を運営する子会社フェロビアル・アエロプエルトス（Ferrovial Aeropuertos）を設立し、空港事業に参入
- 1999年　フェロビアルと旧・アグロマンの建設事業を統合し、フェロビアル・コンストルクシオン（Ferrovial Construcción）を設立
- 2003年　英国の大手サービスプロバイダーであるアメイ（Amey）を買収
- 2006年　英国ロンドン・ヒースロー空港の運営に参画

## 事業内容

### 高速道路事業
フェロビアルは、高速道路や有料道路の開発・資金調達・運営などの事業に携わっている。1968年、ビルバオ-ベオビア（Behovia）有料道路のコンセッションで高速道路事業に参入した。1997年には、カナダ・トロント都市圏の高速道路である407 ETRの運営権を取得して開業した。1998年、高速道路事業を運営する子会社としてシントラ（Cintra）を設立。スペイン、ポルトガル、イギリス、アイルランド、スロバキア、コロンビア、アメリカ、カナダ、オーストラリアで事業展開している。

### 空港事業
フェロビアルは空港運営やコンソーシアム出資など、多様な形態で空港事業に参画している。1998年、グループ企業のフェロビアル・アエロプエルトス（Ferrovial Aeropuertos）を設立し、メキシコ・カンクン国際空港などを運営するAeropuertos del Sureste de Méxicoの株式を取得した。2006年、ロンドン・ヒースロー空港などを運営するイギリスの空港運営会社BAA（2012年以降はヒースロー・エアポート・ホールディングス）の株式の大半を取得。その後、債務圧縮のため株式を売却しているが、現在なお同社の株式の25%を保有する最大株主となっている。2014年には、同じくイギリスのアバディーン、グラスゴー、サウサンプトンの空港運営に新たに参画し、株式の50%を保有している。

### 建設事業
フェロビアルの建設事業は、1927年に設立された建設会社アグロマン（Agroman）まで遡ることができる。アグロマンは1950年代にスペインで最初の超高層ビルを建設した。
フェロビアルは、1952年に鉄道建設会社として設立して以来、スペイン、メキシコ、イギリス、アメリカなどで鉄道路線を建設した他、50か国以上で高速道路・トンネル・橋梁・空港などの建設プロジェクトに参画してきた。
1995年にアグロマンを買収した後、1999年にはフェロビアルと旧・アグロマンの建設事業を統合して、フェロビアル・コンストルクシオン（Ferrovial Construcción）を設立した。
主な市場はアメリカ、カナダ、イギリス、スペイン、ポーランド、オーストラリア、チリなどで、アメリカにおける事業会社Webber、ポーランドにおける事業会社Budimexをグループ会社として保有している。

### サービス事業
フェロビアルは、輸送・環境・産業・天然資源（石油・ガス・鉱業）や公益事業（水・電気）などのインフラの保守・運用、および施設管理サービスを提供している。1967年、ア・コルーニャ市庁舎に対して環境分野でサービス提供を開始することでサービス事業に参入した。1995年、サービス事業を運営する子会社としてフェロビアル・セルビシオス（Ferrovial Servicios）を設立。2003年には、イギリスの大手サービスプロバイダーであるアメイ（Amey）を買収して事業拡大した。イギリス、スペイン、アメリカ、チリを中心に、ポルトガル、ポーランド、カナダ、カタール、オーストラリア、ニュージーランドで事業展開している。

## 主なプロジェクト
- 407 ETR（カナダ・トロント）
- LBJ TEXpress（アメリカ・ダラス）
- Pacific Highway（オーストラリア・ニューサウスウェールズ州）
- M3 Highway, M4-M6 Highway（アイルランド）
- Autopista AP-7（スペイン・アンダルシア州）
- A22 motorway（ポルトガル・アルガルヴェ）
- ファリンドン駅改築工事（イギリス・ロンドン）
- デンバー国際空港ターミナル改築工事（アメリカ）